# Верный Путь (Липецкая область)
Ве́рный Путь — посёлок в Усманском районе Липецкой области России. Входит в состав Дмитриевского сельсовета.

## География
Посёлок находится в юго-восточной части Липецкой области, в лесостепной зоне, в пределах Окско-Донской равнины, к востоку от железнодорожной линии Грязи — Воронеж, на расстоянии примерно 29 км (по прямой) к северо-северо-востоку (NNE) от города Усмань, административного центра района. Абсолютная высота — 156 м над уровнем моря.
Климат
Климат умеренно континентальный с тёплым летом и умеренно холодной зимой. Максимальное количество атмосферных осадков выпадает в период с мая по октябрь. Средняя температура самого холодного месяца (января) составляет −9 °С, самого тёплого (июля) — 20 °С.
Часовой пояс
Посёлок Верный Путь, как и вся Липецкая область, находится в часовой зоне МСК (московское время). Смещение применяемого времени относительно UTC составляет +3:00.

## Население
| 2010 | 2011 |
| ---- | ---- |
| 2    | →2   |

Гендерный состав
По данным Всероссийской переписи населения 2010 года, в гендерной структуре населения женщины составляли 100 %.
Национальный состав
Согласно результатам переписи 2002 года, в национальной структуре населения русские составляли 100 % из 3 чел.

## Улицы
Уличная сеть посёлка состоит из одной улицы (Лесная).